# 特迪·里内
特迪·皮埃尔-马里·里内（法語：Teddy Pierre-Marie Riner，發音：[tedi pjɛʁ maʁi ʁinœʁ]；1989年4月7日—）是一位法國柔道運動員，主項為100公斤級以上比賽，曾贏得11枚世界柔道錦標賽金牌、5枚奧運柔道賽金牌。他僅在國際比賽中失利過9次，曾在將近十年的生涯中保持不敗。
1. ↑  . Ouest-France. Agence France-Presse. 10 July 2022  [19 May 2023]. （原始内容存档于10 July 2022） （法语）.